# استان دنیل الکیدس کاریون
استان دنیل الکیدس کاریون (به اسپانیایی: Provincia de Daniel Alcides Carrión) یک استان در پرو است که در منطقه پاسکو واقع شده‌است. استان دنیل الکیدس کاریون ۱٬۸۸۷٫۲۳ کیلومتر مربع مساحت و ۴۳٬۵۸۰ نفر جمعیت دارد.